# Cyrille Pierre Théodore Laplace
Pour les articles homonymes, voir Laplace.
Cyrille Pierre Théodore Laplace, né en mer le 7 novembre 1793 à bord de la Rebecca venant de Saint-Domingue, et mort à Brest le 23 janvier 1875, était un officier et explorateur maritime français.

## Biographie
Entré à seize ans dans la marine impériale, Laplace sera enseigne en 1812, lieutenant de vaisseau en 1819, capitaine de corvette en 1828. En 1830, devenu capitaine de frégate, il entreprend une circumnavigation terrestre sur la corvette La Favorite.
Parti de Toulon, son voyage le mène successivement en Inde, en Asie du Sud-Est, en Australie et en Nouvelle-Zélande, la traversée du Pacifique le conduit au Chili, il passe le Cap-Horn et longe enfin la côte du Brésil. Après une traversée de l'Atlantique il rentre en France.
Promu capitaine de vaisseau à son retour en 1834, il renouvelle son périple entre 1837 et 1840 sur la frégate L'Artémise. Il parcourt ainsi l'océan Indien et l'Extrême-Orient, visite les côtes de la Chine, traverse le Pacifique, relâche à Tahiti et revient en France par le cap Horn.
Laplace sera le seul explorateur français à avoir fait deux circumnavigations en tant que Capitaine.
En 1839, eut lieu l'« Affaire Laplace », qui opposa la France au royaume d'Hawaï.
Le 12 juillet 1841, il est promu contre-amiral, il commande la division des Antilles de 1844 à 1847 puis il est nommé préfet maritime du 4e arrondissement maritime (Rochefort) en 1848 et de Brest en 1855. Il terminera sa carrière avec le grade de vice-amiral (11 juin 1853).

## Écrits
Laplace a publié le récit de ses voyages: Voyage autour du Monde par les Mers de l'Inde et de la Chine : exécuté sur la Corvette de l'État la Favorite, pendant les Années 1830-32. Accompagnée d'un Atlas hydrographique et d'un Album historique du Voyage (plusieurs volumes).

## Distinctions
- Officier de la Légion d'honneur (30 avril 1833)
- Commandeur (8 janvier 1845)
- Grand Officier (3 mai 1851)